# Massiac (tổng)
Tổng Massiac là một tổng của Pháp, thuộc tỉnh Cantal trong vùng Auvergne-Rhône-Alpes.

## Các đơn vị trực thuộc
Tổng này gồm 12 xã:
- Auriac-l'Église
- Bonnac
- La Chapelle-Laurent
- Ferrières-Saint-Mary
- Laurie
- Leyvaux
- Massiac
- Molèdes
- Molompize
- Saint-Mary-le-Plain
- Saint-Poncy
- Valjouze